# Kanfory Sylla
Kanfory Sylla (ur. 7 lipca 1980 w Konakry) – gwinejski piłkarz występujący na pozycji obrońcy.

## Kariera
Piłkarz ten swoją karierę rozpoczynał w CS Étoile de Guinée. W 2001 roku wyjechał do Belgii by reprezentować barwy RSC Charleroi. Nic wielkiego w tym klubie nie osiągnął, a w sezonie 2002/2003 z trudem utrzymał się w pierwszej lidze, zajmując przedostatnią pozycję. Sylla był podstawowym obrońcą Royalu Charleroi. Przez trzy sezony rozegrał łącznie 56 spotkań. W sezonie 2004/2005 Gwinejczyk był już zawodnikiem Ethnikosu Asteras. W Grecji grał jeszcze trzy lata, a jego drugi klub w tym kraju to Kallithea FC. Trafił tam w przerwie letniej, przed sezonem 2006/2007. Następnie Sylla grał w tureckim Sivassporze, wraz z rodakiem Mamadou Alimou Diallo. W Turcji występował także w İstanbule BB i Konyasporze. Następnie grał w tunezyjskim EGS Gafsa i rodzimym AS Kaloum Sar. W 2013 został piłkarzem irackiego Zakho FC.
Kanfory Sylla jest reprezentantem Gwinei. Był powołany na Puchar Narodów Afryki 2004, jednak tylko dwa razy pojawił się na boisku. W meczu fazy grupowej z Tunezją oraz w ćwierćfinale z Mali. Sylla brał również udział w nieudanych eliminacjach do Mistrzostw Świata 2006. Reprezentował Gwineę w rozgrywkach PNA 2006. Podczas tej imprezy rozegrał cztery mecze. Gwinea odpadła w ćwierćfinale, przegrywając 2:3 z Senegalem.

## Kariera w liczbach
| Sezon   | Klub                | Kraj    | Flaga   | Rozgrywki            | Mecze | Bramki |
| ------- | ------------------- | ------- | ------- | -------------------- | ----- | ------ |
| 2001    | CS Étoile de Guinée | Gwinea  | Gwinea  | Championnat National | ?     | ?      |
| 2001/02 | RSC Charleroi       | Belgia  | Belgia  | Eerste Klasse        | 28    | 0      |
| 2002/03 | RSC Charleroi       | Belgia  | Belgia  | Eerste Klasse        | 19    | 0      |
| 2003/04 | RSC Charleroi       | Belgia  | Belgia  | Eerste Klasse        | 19    | 0      |
| 2004/05 | Ethnikos Asteras    | Grecja  | Grecja  | Beta Ethniki         | 13    | 2      |
| 2005/06 | Ethnikos Asteras    | Grecja  | Grecja  | Beta Ethniki         | 0     | 0      |
| 2006/07 | Kallithea FC        | Grecja  | Grecja  | Beta Ethniki         | 0     | 0      |
| 2007/08 | Sivasspor           | Turcja  | Turcja  | Süper Lig            | 20    | 0      |
| 2008/09 | Sivasspor           | Turcja  | Turcja  | Süper Lig            | 29    | 0      |
| 2009/10 | İstanbul BB         | Turcja  | Turcja  | Süper Lig            | 20    | 0      |
| 2010/11 | Konyaspor           | Turcja  | Turcja  | Süper Lig            | 1     | 0      |
| 2011/12 | EGS Gafsa           | Tunezja | Tunezja | CLP-1                | 10    | 0      |
| 2013    | AS Kaloum Star      | Gwinea  | Gwinea  | Championnat National | ?     | ?      |
| 2013/14 | Zakho FC            | Irak    | Irak    | Dawri Al-Nokhba      | ?     | ?      |
| 2014/15 | Zakho FC            | Irak    | Irak    | Dawri Al-Nokhba      | ?     | ?      |
| 2015/16 | Zakho FC            | Irak    | Irak    | Dawri Al-Nokhba      |       |        |